# Cooka similis
Cooka similis är en tvåvingeart som beskrevs av Beekey 1938. Cooka similis ingår i släktet Cooka och familjen dyngmyggor. Inga underarter finns listade i Catalogue of Life.